# Жегланов, Анатолий Николаевич
Анато́лий Никола́евич Жегла́нов (14 мая 1946, Гнаровское, Запорожская область, Украинская ССР, СССР — 28 июня 1999, Санкт-Петербург, Россия) — советский прыгун с трамплина, тренер. Участник зимних Олимпийских игр 1968 и 1972 годов.

## Биография
Родился 14 мая 1946 года в селе Гнаровское Запорожской области.
Жил в Ленинграде. Окончил Ленинградский государственный педагогический институт имени А. И. Герцена.
Выступал в прыжках с трамплина за «Трудовые резервы» из Ленинграда под руководством тренера Евгения Фомина. Дважды выигрывал чемпионат СССР в прыжках с 90-метрового трамплина (1972, 1974). Также завоевал три серебряных медали — в 1970 году на 70- и 90-метровом трамплинах, в 1971 году — на 90-метровом.
В 1970 году завоевал серебро на 90-метровом трамплине на зимней Спартакиаде народов РСФСР.
В 1967—1975 годах выступал за сборную СССР.
В 1968 году вошёл в состав сборной СССР на зимних Олимпийских играх в Гренобле. В прыжках с 70-метрового трамплина занял 6-е место, набрав 211,5 очка и уступив 5 очков победителю Иржи Рашке из Чехословакии. В прыжках с 90-метрового трамплина занял 8-е место, набрав 205,7 очка и уступив 25,6 очка победителю Владимиру Белоусову из СССР.
В 1972 году вошёл в состав сборной СССР на зимних Олимпийских играх в Саппоро. В прыжках с 70-метрового трамплина занял 21-е место, набрав 210 очков и уступив 34,2 очка победителю Юкио Касая из Японии. В прыжках с 90-метрового трамплина поделил 32-33-е места, набрав 170,7 очка и уступив 49,2 очка победителю Войцеху Фортуне из Польши.
Пять раз был призёром соревнованиях в рамках «Турне четырёх трамплинов»: в сезоне-1967/1968 занял 2-е место в Бишофсхофене, в сезонах 1968/1969 и 1969/1970 — 2-е в Гармиш-Партенкирхене, 3-е в Инсбруке. 
Мастер спорта СССР международного класса (1968).
По окончании выступлений стал тренером. В 1976—1980 и 1987—1991 годах был главным тренером сборной СССР по прыжкам с трамплина. В 1980—1984 годах был государственным тренером Спорткомитета СССР по Ленинграду и Ленинградской области. В 1980—1997 годах работал тренером Кавголовской ШВСМ, в 1992—1994 годах — Ленинградского областного совета «Динамо».
Среди воспитанников Жегланова — Юрий Калинин, Сергей Сайчик, Юрий Головщиков.
Умер 28 июня 1999 года в Санкт-Петербурге. Похоронен на Кузьмоловском кладбище во Всеволожском районе Ленинградской области.

## Память
В Токсово проводились соревнования ветеранов по прыжкам с трамплина памяти Анатолия Жегланова и Сергея Сайчика.